# طحالب دقيقة

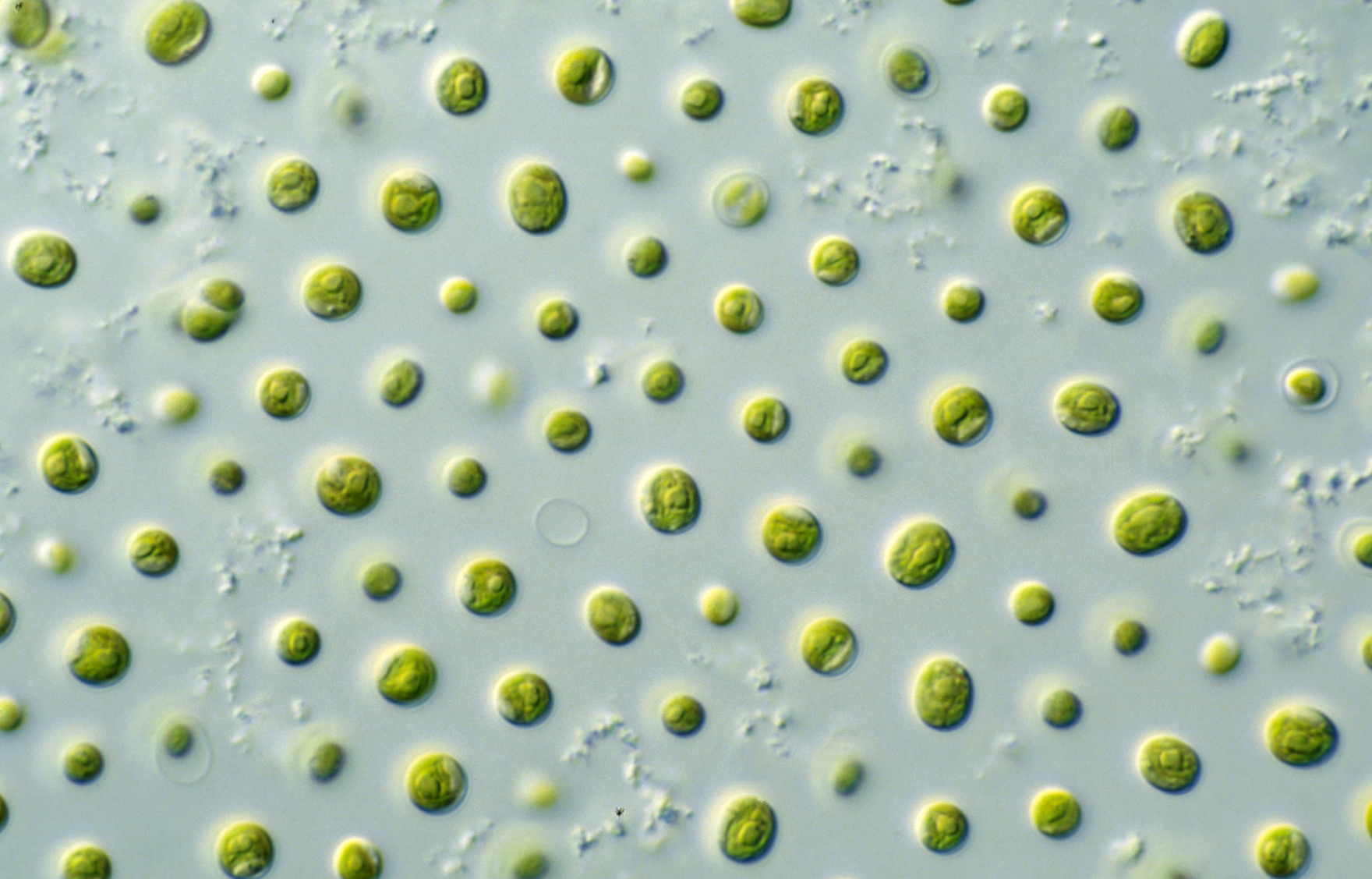
صورة لطحالب دقيقة من هيئة البحوث الأسترالية

الطحالب الدقيقة أو الطحالب المجهرية هي طحالب مجهرية، توجد عادة في أنظمة المياه العذبة والبحرية، تعيش في كل من عمود الماء والرواسب. تُعتبر أنواع أحادية الخلية موجودة بشكل فردي، أو في سلاسل أو مجموعات. اعتمادا على الأنواع، يمكن أن تتراوح أحجامها من بضعة ميكرومترات (ميكرون) إلى بضع مئات الميكرومترات. على عكس النباتات العليا، لا تحتوي الطحالب الدقيقة على جذور أو سيقان أو أوراق. يتم تكييفها خصيصا لبيئة تهيمن عليها. الطحالب الدقيقة قادرة على أداء عملية التمثيل الضوئي وهي مهمة للحياة على الأرض؛ فهي تنتج ما يقرب من نصف الأكسجين في الغلاف الجوي وتستخدم في نفس الوقت ثاني أكسيد الكربون لغازات الدفيئة لتنمو ضوئيًا. تشكل الطحالب الدقيقة إلى جانب البكتيريا، قاعدة شبكة الغذاء وتوفر الطاقة لجميع المستويات الغذائية التي فوقها. وغالبا ما تقاس الطحالب الكتلة الحيوية مع الكلوروفيل على التركيزات. المخزون الدائم من الطحالب الدقيقة يرتبط ارتباطا وثيقا مع الحيوانات المفترسة. 
إن التنوع الحيوي للطحالب المجهرية كبير ويمثل مورداً غير مستغل تقريبًا. تشير التقديرات إلى وجود حوالي 200000 - 800000 نوع في العديد من الأجناس المختلفة منها حوالي 50000 نوع موصوف. تم تحديد أكثر من 15000 مركبة جديدة نشأت من الكتلة الحيوية للطحالب كيميائيا. معظم هذه الأنواع من الطحالب الدقيقة تنتج منتجات فريدة مثل الكاروتينات ومضادات الأكسدة والأحماض الدهنية والإنزيمات والبوليمرات والببتيدات والسموم والإستيرولات.

## الخصائص والاستخدامات
لا يعد التركيب الكيميائي للطحالب الدقيقة عاملاً ثابتًا جوهريًا ولكنه يختلف على نطاق واسع حسب الأنواع وعلى ظروف الزراعة. بعض الطحالب المجهرية لديها القدرة على التأقلم مع التغيرات في الظروف البيئية عن طريق تغيير تركيبها الكيميائي استجابة للتغير البيئي. ومن الأمثلة المثيرة بشكل خاص قدرتها على استبدال الدهون الفوسفورية بأحماض غشاء غير الفسفور في البيئات المستنفدة. فمن الممكن أن تتراكم المنتجات المطلوبة في الطحالب الدقيقة إلى حد كبير عن طريق تغيير العوامل البيئية، مثل درجة الحرارة، والإضاءة، ودرجة الحموضة، وثاني أكسيد الكربون والملح والمواد المغذية. تنتج الطحالب الدقيقة أيضًا إشارات كيميائية تساهم في اختيار الفريسة أو الدفاع عن نفسها وتجنب المخاطر. تؤثر هذه الإشارات الكيميائية على الهياكل الاستوائية واسعة النطاق مثل إزهار الطحالب ولكنها تنتشر عن طريق الانتشار البسيط وتدفق الغلاف التصفيحي. تشكل الطحالب الدقيقة مثل النباتات الدقيقة المواد الغذائية الأساسية للعديد من أنواع الاستزراع المائي، وخاصة ترشيح الصدفتين. يمكن أن تشكل الميكروبات التركيبية والكيميائية أيضًا علاقات تكافلية مع الكائنات الحية المضيفة. 
بالإضافة لذلك فإن الطحالب الدقيقة لديها وصول أكثر كفاءة للمياه، وثاني أكسيد الكربون، والمواد المغذية الأخرى. تلعب الطحالب المجهرية دورًا رئيسيًا في ركوب المغذيات وتثبيت الكربون غير العضوي في جزيئات عضوية. 
في حين أصبح زيت السمك مشهورًا بمحتواه من الأحماض الدهنية أوميغا 3، إلا أن الأسماك لا تنتج أوميغا 3 في الواقع، بل تتراكم احتياطيات أوميغا 3 عن طريق استهلاك الطحالب المجهرية. يمكن الحصول على أحماض أوميغا 3 الدهنية في النظام الغذائي البشري مباشرةً من الطحالب الدقيقة التي تنتجها. 

## تربية الأحياء المائية
يتم إنتاج مجموعة من أنواع الطحالب الدقيقة في المفرخات وتستخدم في مجموعة متنوعة من الطرق للأغراض التجارية. 
قدرت الدراسات العوامل الرئيسية في نجاح نظام تفريخ الطحالب المجهرية. 